# Rogues Gallery
Albums de Slade
Slades Greats
(1984) Crackers
(1985)
Singles
1. All Join Hands
Sortie : 5 novembre 1984
2. 7 Year Bitch
Sortie : 14 janvier 1985
3. Myzsterious Mizster Jones
Sortie : 11 mars 1985
4. Little Sheila
Sortie : mai 1985

Rogues Gallery est le douzième album studio du groupe britannique de rock Slade. Il est sorti en 1985 sur le label RCA Records.

## Fiche technique

### Chansons
Toutes les chansons sont écrites et composées par Noddy Holder et Jim Lea.
| 1. | Hey Ho Wish You Well                 | 5:18 |
| 2. | Little Sheila                        | 3:56 |
| 3. | Harmony                              | 3:43 |
| 4. | Myzsterious Mizster Jones            | 3:35 |
| 5. | Walking on Water, Running on Alcohol | 4:57 |

| 6.  | 7 Year Bitch    | 4:15 |
| 7.  | I'll Be There   | 4:31 |
| 8.  | I Win, You Lose | 3:31 |
| 9.  | Time to Rock    | 4:08 |
| 10. | All Join Hands  | 5:31 |

### Musiciens

#### Slade
- Noddy Holder : chant, chœurs
- Dave Hill : guitare solo, chœurs
- Jim Lea : basse, claviers, violon, guitare, chœurs
- Don Powell : batterie

### Équipe de production
- Jim Lea : production sur Harmony, I Win, You Lose et Time to Rock
- John Punter : production sur le reste de l'album
- Brian Aris Design : photographie
- Estuary English : conception de la pochette

### Classements et certifications
| Classement                    | Meilleure position |
| ----------------------------- | ------------------ |
| Allemagne                     | 38                 |
| Canada (RPM)                  | 64                 |
| États-Unis (Billboard 200)    | 132                |
| Norvège (VG-lista)            | 5                  |
| Royaume-Uni (UK Albums Chart) | 60                 |
| Suède                         | 27                 |
| Suisse                        | 13                 |